# Cyathea obliqua
Cyathea obliqua är en ormbunkeart som beskrevs av Edwin Bingham Copeland. Cyathea obliqua ingår i släktet Cyathea och familjen Cyatheaceae. Inga underarter finns listade.